# Кілов-Рудяків

«Кілов-Рудяків» — ландшафтний заказник місцевого значення. Заказник розташований на території Бориспільського району Київської області, в межах заплави річки Дніпро, що входить до адміністративних меж Головурівської сільської ради на північний захід та на південь від села Кийлів, на території затопленого села Рудяків. Об'єкт був створений рішенням 35 сесії Київської обласної ради V скликання від 03.02.2011 р. № 043-04-VI.

## Загальні відомості
Землекористувачем всієї території є Головурівська сільська рада.
Площа заказника — 800,15 га, створений у 2011 році.

## Характеристика
Вся територія заказника складається із заплавних островів Канівського водосховища та прилеглої до них акваторії. Острови сформовано алювіальними відкладами: замуленими пісками та заторфованими ґрунтами. У заказнику зростають два види орхідних, що занесені до Червоної книги України — коручка болотна та пальчатокорінник м'ясочервоний. Зустрічаються також ділянки заплавного лісу. Їх сформовано головним чином із тополі чорної, верб ламкої та білої, вільхи чорної, поодиноко трапляються граб звичайний та дуб черешчатий.
Акваторію Дніпра та внутрішні водойми населяють близько 30 видів риб, з яких щипавка звичайна, йорж Балона, синець звичайний, чехоня звичайна, білизна європейська та сом європейський охороняються згідно з положеннями Бернської конвенції. У межах заказника трапляється 9 видів амфібій. З них квакша звичайна, тритон гребінчастий та кумка червоночерева охороняються міжнародною Червоною книгою, а часничниця звичайна, ропуха зелена та жаба гостроморда — Бернською конвенцією.
Заказник є одним із найважливіших місць гніздування колоніальних водно-болотних птахів у акваторії середнього Дніпра. Тут розташована найбільша на цій акваторії полівидова колонія чапель. На двох очеретяних куртинах щороку гніздує близько 150 пар чепури великої, близько 50 пар чаплі сірої, близько 30 пар чаплі рудої, а також декілька пар чепури малої. Тут також розташовані чотири полівидові колонії болотяних крячків роду Chlidonias, загальною чисельністю близько 100 пар; колонія крячка річкового чисельністю близько 150 пар та колонія мартина звичайного чисельністю близько 100 пар. Відмічено гніздування лебедя-шипуна та кулика-сороки, занесеного до Червоної книги України.